# Понкратов, Виктор Степанович
Виктор Степанович Понкратов (21.11.1921 — 23.12.2003) — российский учёный в области радиотехники, в 1972—1982 ректор завода-втуза МАИ.
Родился 21 ноября 1921 г. в селе Мордыш Суздальского уезда Владимирской губернии. В 1929 г. переехал с родителями в Москву.
В октябре 1939 года с первого курса факультета вооружения МАИ призван в РККА, демобилизован в 1946 г. Участвовал в боевых действиях на Центральном и 1-м Украинском фронтах в составе 38-го Дембицкого бомбардировочного авиационного полка, специалист по вооружению.
В 1952 г. окончил ФРЭЛА (факультет радиоэлектроники лётной авиации) МАИ. Оставлен там же на научно-педагогической работе: ассистент, аспирант, старший преподаватель, доцент кафедры «Теоретическая радиотехника».
В 1960—1971 гг. декан факультета «Радиоэлектроника ЛА», в 1972—1982 гг. ректор завода-втуза МАИ.
С 1982 г. на пенсии.
Кандидат технических наук (1960 тема диссертации «Автогенератор с запаздывающей обратной связью»), доцент (1962).
Награждён двумя орденами Отечественной войны II степени, орденами Красной Звезды, «Знак Почёта», 12 медалями (в том числе «За боевые заслуги», «За победу над Германией», «За взятие Берлина», «За взятие Праги»), нагрудными знаками «Почетный радист СССР», «За отличные успехи в работе» в области высшего образования СССР.